# Amiral Charner (1893)
El Amiral Charner fue un crucero acorazado de la Armada de Francia, buque cabeza de la Clase Amiral Charner compuesta por cuatro unidades. Llevaba el nombre del almirante Léonard Charner (1797 - 1869).

## Historia operacional

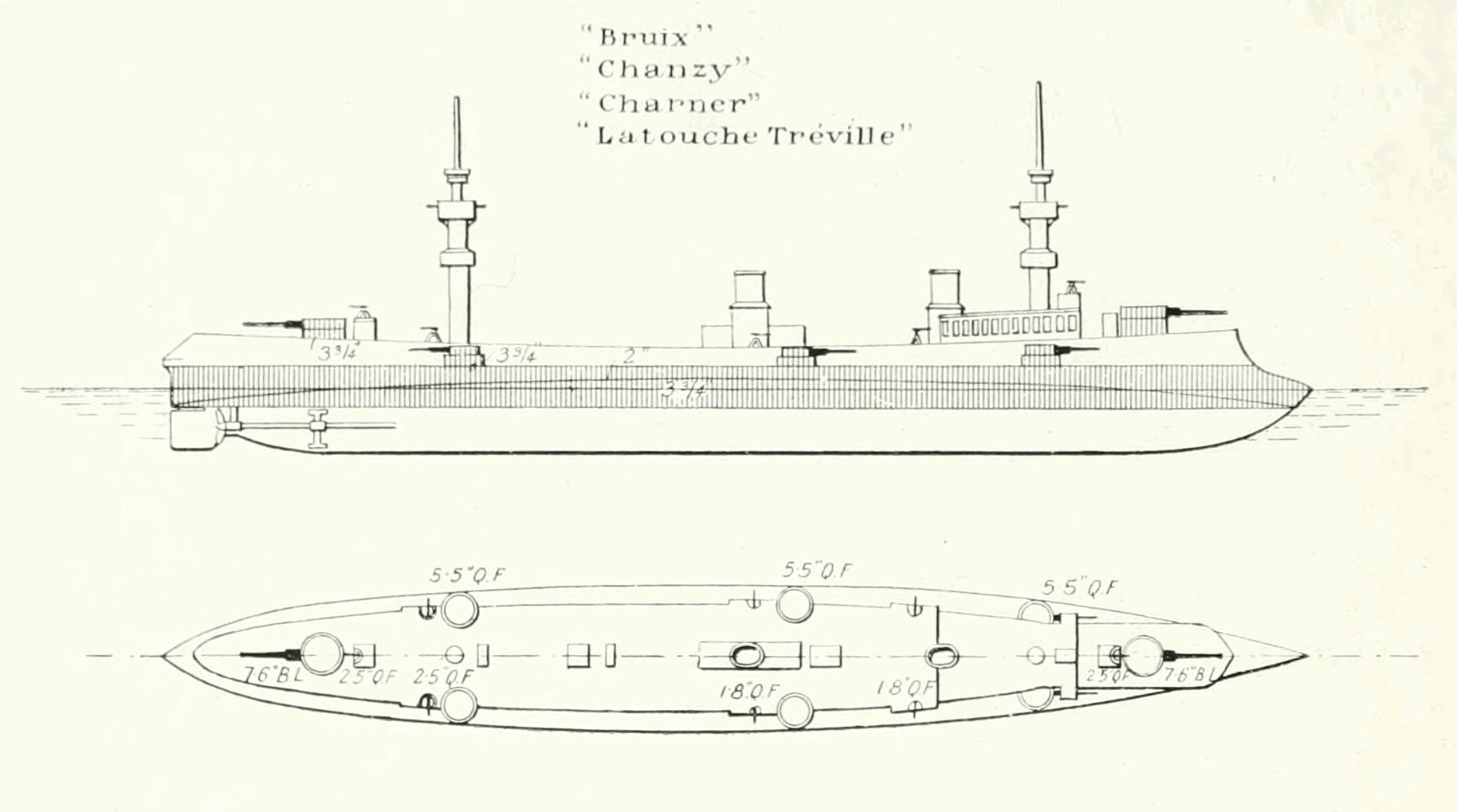
Dibujo lineal del Anual Naval de Brassey de 1902

En 1896 fue destinado a la División de Cruceros del Mediterráneo para operar en la zona de Creta. A partir de 1901, operó en la flota de Extremo Oriente; en mayo de 1901 remontó el río Yangtzé hasta Hankou para inaugurar el muelle de la concesión francesa. En 1905 fue puesto en la reserva en la base naval de Tolón. Fue devuelto al servicio activo de nuevo, y entre 1911 y 1912 operó en aguas de Creta.
Al estallar la Primera Guerra Mundial en noviembre de 1914, el buque fue asignado a la División Naval de Marruecos y realizó tareas de escoltas en transportes Marruecos-Francia; más tarde junto al guardacostas Requin fue enviado a realizar funciones de protección del Canal de Suez . Participa con los buques Foudre, Guichen, Desaix y D'Estrée bajo la dirección del almirante Gabriel Darrieus , que acababa de tomar el relevo del almirante Louis Dartige du Fournet, en la evacuación de 4100 armenios de Musa Dagh, (Turquía) en septiembre de 1915 a raíz de los sucesos conocidos como el genocidio armenio. En diciembre, en el contexto de la Noemvriana (Conflicto entre el gobierno griego y los aliados), participó en la invasión de la isla de Kastelorizo junto al crucero acorazado Jeanne d'Arc.
El 8 de febrero de 1916, en aguas de Beirut, el Amiral Charner fue torpedeado por el submarino alemán SM U-21, hundiéndose en sólo dos minutos. La mayoría de la tripulación se hundió con el barco; sólo el Quartier-maître (Cabo, en la marina francesa) Cariou y trece marineros sobrevivieron en una balsa y fueron rescatados el 13 de febrero.

### Buques de la clase
• Bruix
• Chanzy
• Latouche-Tréville

### Listas relacionadas
- Anexo:Cruceros acorazados por país